# 世界一周!地球に触れる・エコ大紀行
世界一周!地球に触れる・エコ大紀行（せかいいっしゅう!ちきゅうにふれるエコだいきこう）は、NHKが2008年から展開する地球環境キャンペーン「NHK地球エコ2008」企画の一環として放送された紀行番組である。

## 概要
この番組は、2名のアナウンサーが、全世界各地で行われる地球環境や自然保護を謳い実際に訪問・体験しながら旅行をする「エコツアー」に参加して、西回りに世界一周。実際にその目で見た地球環境のあり方、自然との共存のしかたなどを8ヶ月間かけてレポートするというもの。当初は20数カ所とされていたが最終的に計30ヶ所となり最終回スペシャルとして琵琶湖編も追加された。
出演レポーターは柴崎行雄（NHK福岡放送局・南半球側担当）は全国のNHKアナウンサー・職員らからのオーディションで選ばれ、残る一人はオーディションではなく田代杏子（NHK大阪放送局・北半球側担当）が指名された。この2名は2002年入局の同期生である。
2008年3月20日放送の特別番組（@鹿児島県屋久島町。既にこの段階で現地ツアーに参加）を皮切りに、同4月から毎週1回、12月末までBS hi・BS 1で1時間に渡って放送された。また「日めくり版」も放映された。
2009年度はMC部分を除いて再編集された20分番組がBS1で毎週日曜21：40〜22：00に放送。レポータの柴崎、田代両名を極力、画面から排除する編集姿勢で、ナレーションも守本奈実が担当。

## 放送形態
日めくり版と週1回の本編という構成は、関口知宏の中国鉄道大紀行のフォーマットを踏襲する。
レギュラー放送はプロ野球中継等特番で時刻変更の場合があった。

### スタート特番
- BShi
  - タイトル：『出発します!地球に触れる エコ大紀行』
  - 放送日時：2008年3月20日　11:00 - 12:30
- 総合テレビ
  - タイトル：『地球エコ2008　出発!地球に触れる旅へ』
『地球エコ2008』特番の第3部として放送。
  - 放送日時：2008年3月20日　13:05 - 14:15

### 日めくり版
- BShi
  - 本放送：平日 7:45 - 7:55
  - 再放送：同日 21:50 - 22:00
- 総合テレビ
  - 当初は放送予定はなかったが次第にルーティーン放送されるようになった。原則として平日24時台に放送。（EYESの放送時間による）

### 本編
- BShi
  - 本放送：毎週土曜 21:00 - 21:50（～9月は19:00 - 19:50）
  - 再放送：翌日曜 12:00 - 12:50
- BS1
  - 毎週日曜 23:10 - 24:00

### 1分ダイジェスト版
- 総合テレビ
  - 祝日に当たる場合は近い時間の番組スポット枠で放送される
  - 国会中継や特設ニュースで全く放送されない場合もある
  - 平日 11:53 - 11:54（地域情報番組と気象情報の間）
  - 同日 13:54 - 13:55（スタジオパークからこんにちはとみんなのうたの間）

### テーマ曲
明日咲く花（作詞・作曲・歌：奥華子）

### その他
- 総合テレビ
  - 「ゆうどきネットワーク」の1コーナーとして10分程度のダイジェスト版が放送された。（主に火曜日）
  - 「プレミアム10」等の枠でダイジェスト版が2～3カ月に一度に放送された。
  - 公式サイトには「本編」放送時間は記載されていなかったが、BShi本放送翌週深夜に「ミッドナイトチャンネル」枠で再放送されることがあった。
- NHKワールドTV
  - 2011年12月現在、BS1で放送されていた20分間のダイジェスト版を英語主音声・日本語副音声の2か国語放送、英語テロップ差し替えによる再編集を行なったで放送されている（日本時間で木曜日）。英語でのタイトル表記は「World ECO Tours」